# سلوك الإنسان

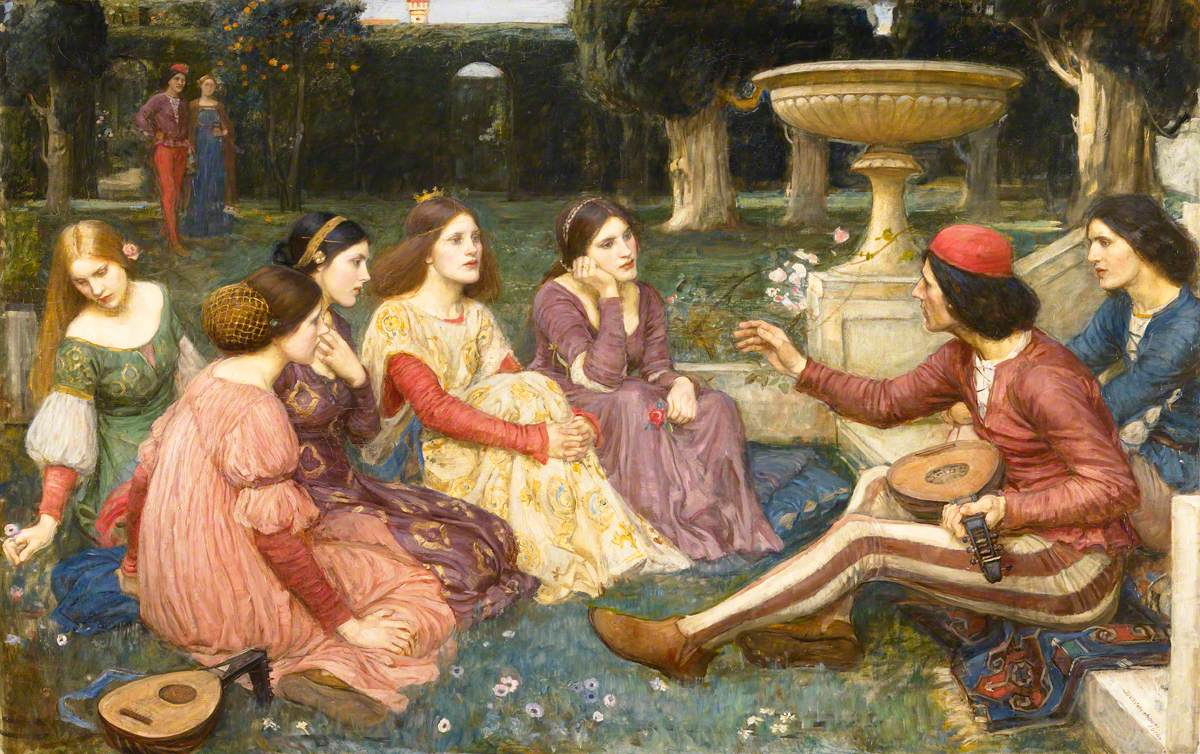
يعد التواصل الاجتماعي صورة من سلوك الإنسان

يشير سلوك الإنسان إلى قدرة الأفراد والجماعات الكامنة والمُعبر عنها (من خلال الحالة العقلية والنشاط البدني والأفعال الاجتماعية) على الاستجابة للتنبيهات الداخلية والخارجية على مدار حياتهم. يتأثر السلوك بالجينات والعوامل البيئية التي تؤثر على الفرد. يتأثر السلوك جزئيًا أيضًا بالتفكير والحس اللذان يتيحان فهم نفس الفرد بشكلٍ أعمق، ما يكشف عن أمور كالاتجاه والقيم التي يتبناها الفرد. يتشكل سلوك الإنسان من خلال السمات النفسية، إذ تختلف أنماط الشخصية من شخصٍ لآخر، ما ينتج عنه أفعالًا وسلوكيات مختلفة.
يفسر السلوك الاجتماعي أفعالك ومعاملتك للآخرين. يهتم بالتأثير الكبير للعلاقات الاجتماعية والثقافة، بالإضافة إلى الأخلاقيات والعلاقات بين الأشخاص والسياسة والصراع. تشيع بعض السلوكيات، بينما يعد بعضها غير مألوف. يعتمد قبول المجتمع للسلوك على المعايير الاجتماعية، ويُنظَم السلوك من خلال وسائل الضبط الاجتماعي المختلفة. تتحكم المعايير الاجتماعية في السلوك أيضًا، إذ تضغط على أفراد المجتمع لاتباع قواعد معينة والسلوك بطريقة تعد مقبولة أو منحرفة، وذلك وفقًا لمجتمع أو ثقافة مُحددة.
يشمل السلوك المعرفي أفعال الحصول على المعرفة واستخدامها. يهتم أيضًا بكيفية اكتساب المعلومات ونقلها، بالإضافة إلى التطبيق الإبداعي للمعرفة والمعتقدات الشخصية كالدين. يشمل السلوك الفسيولوجي أفعال الحفاظ على صحة الجسم. يهتم أيضًا بوظائف الجسد الأساسية والتدابير اللازمة للحفاظ على الصحة. يشمل السلوك الاقتصادي الأفعال المتعلقة بتطوير المواد وتنظيمها واستخدامها، بالإضافة إلى أشكال العمل الأخرى. يشمل السلوك البيئي الأفعال المتعلقة بالنظام البيئي. يهتم أيضًا بكيفية تفاعل البشر مع الكائنات الحية الأخرى، وكيف تساهم البيئة في تشكيل سلوكهم.

## الدراسات
تدرس العلوم الاجتماعية كعلم النفس والاجتماع وعلم سلوك الحيوان وفروعها ومدارسها الفكرية المختلفة سلوك الإنسان. تتعدد جوانب سلوك الإنسان، ولا يوجد تعريف واحد أو دراسة ميدانية تشمله بالكامل. يعد الجدل حول الطبيعة مقابل التنشئة أحد الانقسامات الأساسية في دراسة سلوك الإنسان، إذ يتناول هذا الجدل ما إذا كان السلوك يتأثر بشكلٍ أساسي بالجينات والعوامل البيئية. تحظى دراسة سلوك الإنسان أحيانًا باهتمام عام نظرًا لتقاطعها مع القضايا الثقافية كالجريمة والجنسانية والتفاوت الاجتماعي.
تهتم أيضًا بعض العلوم الطبيعية بسلوك الإنسان. يتناول طب الجهاز العصبي وعلم الأحياء التطوري كيفية تحكم الجهاز العصبي في السلوك وكيفية تطور العقل البشري. قد يكون سلوك الإنسان موضوع دراسة ثانوي في المجالات الأخرى، عندما تعني بكيفية تأثيره على موضوع آخر. تركز الفلسفة والأدب على سلوك الإنسان وعادات الإنسان خارج نطاق البحث العلمي الرسمي. تدرس فلسفة العقل جوانب كحرية الإرادة ومعضلة العقل والجسد وقابلية سلوك الإنسان للتغيير.
يُقيم سلوك الإنسان من خلال الاستبيانات والمقابلات وأساليب علم النفس التجريبي. يمكن أيضًا استخدام التجارب على الحيوانات لاختبار السلوكيات التي قد تُقارن بسلوك الإنسان. تُعد الدراسة التوأمية إحدى الطرق الشائعة لدراسة سلوك الإنسان. تعتمد على المقارنة التوائم ذوي المجموعات المورثية المتطابقة لاستبعاد العوامل الوراثية والبيئية المؤثرة في السلوك. كشفت دراسات التوائم أن نمط الحياة والاستعداد للإصابة بالأمراض والسلوكيات غير الصحية ترتبط بمؤشرات وراثية وبيئية معًا.

## السلوك الاجتماعي
يشير سلوك الإنسان الاجتماعي إلى السلوك الذي يتضمن الآخرين كالتواصل والتعاون. يتسم بأنه معقد ومنظم ويستند إلى نظرية العقل التي تسمح للبشر بنسب الأفكار والأفعال إلى بعضهم البعض. طور البشر مجتمعًا وثقافةً مختلفة عن الحيوانات الأخرى من خلال السلوك الاجتماعي. تتحكم مجموعة من العوامل في سلوك الإنسان الاجتماعي مثل العوامل البيولوجية التي تؤثر على البشر والعوامل الثقافية التي تتغير بناءً على التربية والمعايير الاجتماعية. يعتمد التواصل الإنساني بشكلٍ كبير على اللغة عادةً من خلال الحديث أو الكتابة. يمكن للتواصل غير الكلامي واللغة الجانبية تعديل معنى التواصل عن طريق إظهار الأفكار والنوايا من خلال السلوكيات الجسدية والصوتية.

### المعايير الاجتماعية
تحدد المعايير المجتمعية سلوك الإنسان في المجتمع. تشير المعايير الاجتماعية إلى التوقعات غير المكتوبة التي يضعها أفراد المجتمع لبعضهم البعض. تتأصل هذه المعايير في الثقافة المحددة التي نشأ الأفراد فيها، وغالبًا ما يتبعونها دون وعي أو بغير عمد. تؤثر هذه المعايير على كل جانب من جوانب الحياة في المجتمع البشري كالتصون والمسؤولية الاجتماعية وحقوق الملكية والعقود والأخلاق والعدالة. تسهل العديد من المعايير التنسيق بين أفراد المجتمع وأثبتت أنها مفيدة للطرفين مثل معايير التواصل والاتفاق. تُفرض المعايير بضغط اجتماعي، ويتعرض الأفراد الذين ينتهكونها لخطر الاستبعاد الاجتماعي.
تستخدم أنظمة الأخلاقيات لإرشاد سلوك الإنسان عند تحديد ما هو أخلاقي. يختلف البشر عن الحيوانات الأخرى، إذ يستخدمون أنظمة أخلاقية لتحديد السلوك. يصف السلوك الأخلاقي السلوك الإنساني الذي يهتم بكيفية تأثير الأفعال على الآخرين وما إذا كان السلوك مناسبًا للآخرين. يحدد الحكم التقديري الفردي والمعايير الاجتماعية الجماعية فيما يتعلق بالصواب والخطأ ما يشكل السلوك الأخلاقي. تتأصل أحكام القيمة في الناس من جميع الثقافات، على الرغم من أن الأنظمة المحددة المستخدمة لتقييمها قد تختلف. تُستمد هذه الأنظمة من القانون الإلهي أو الحق الطبيعي أو السلطة المدنية أو العقل أو مزيج من هذه المبادئ مع غيرها. يعد الإيثار سلوكًا مرتبطًا يفكر البشر بناءً عليه في رفاهية الآخرين كما يفكرون في رفاهيتهم أو يفضلونها عليها. يتفرد البشر بالإيثار الأخلاقي، على الرغم من ممارسة الحيوانات للإيثار البيولوجي.
يشير الانحراف إلى السلوك الذي ينتهك المعايير الاجتماعية. تختلف الأعراف الاجتماعية بين الأفراد والثقافات، لذلك فإن طبيعة الفعل المنحرف وشدته أمر نسبي. تتغير الانحرافات في نظر المجتمع بمرور الوقت وتطور معايير مجتمعية جديدة. يعاقب الأفراد الانحراف عن طريق الوصمة أو اللوم أو العنف. تُعد العديد من الأفعال المنحرفة جرائم ويُعاقب عليها من خلال نظام العدالة الجنائية. تخضع أفعال الانحراف للعقاب لمنع إيذاء الآخرين أو للحفاظ على نظرة عالمية وأسلوب حياة معين أو لفرض مبادئ الأخلاق والاحترام. تنسب الثقافات أيضًا قيم إيجابية أو سلبية لسمات شكلية معينة، ما يؤدي إلى النظر إلى الأفراد الذين لا يمتلكون سمات مرغوبة على أنهم منحرفون.

### السلوك الاقتصادي
ينخرط البشر في سلوكيات متوقعة عند اتخاذ القرارات الاقتصادية، وقد تكون تلك السلوكيات عقلانية أو غير عقلانية. يتخذ البشر القرارات الأساسية بالاعتماد على تحليل التكلفة والفائدة ومعدل العائد المقبول بأقل قدر من المخاطرة. يعتمد غالبًا اتخاذ القرارات الاقتصادية البشرية على المرجع، حيث يُنظر في الخيارات بناءً على الوضع الراهن بدلًا من المكاسب والخسائر المطلقة. يسعى البشر إلى تجنب الخسارة ويخشونها بدلًا من السعي وراء الربح. تطور السلوك الاقتصادي المتقدم لدى البشر بعد ثورة العصر الحجري الحديث وتطور الزراعة. أدت تلك التطورات إلى توافر الموارد المستدامة، ما سمح بظهور تقسيم العمل في المجتمعات الأكثر تعقيدًا.